# Australiens Grand Prix 2023
Australiens Grand Prix 2023, officiellt Formula 1 Rolex Australian Grand Prix 2023, var ett Formel 1-lopp som kördes den 2 april 2023 på Albert Park Circuit i Australien. Det var det tredje loppet ingående i Formel 1-säsongen 2023 och kördes över 58 varv.

## Bakgrund

### Ställning i mästerskapet före loppet
| Pos.    | Förare            | Poäng   |   | Pos.                  | Konstruktör | Poäng   |
| ------- | ----------------- | ------- | - | --------------------- | ----------- | ------- |
| 1       | Max Verstappen    | 44      | 1 | Red Bull Racing-RBPT  | 87          |         |
| 2       | Sergio Perez      | 43      | 2 | Aston Martin-Mercedes | 38          |         |
| 3       | Fernando Alonso   | 30      | 3 | Mercedes              | 38          |         |
| 4       | Carlos Sainz, Jr. | 20      | 4 | Ferrari               | 26          |         |
| 5       | Lewis Hamilton    | 20      | 5 | Alpine-Renualt        | 8           |         |
| Källor: | Källor:           | Källor: |   | Källor:               | Källor:     | Källor: |

- Notering: Endast de fem första placeringarna är inkluderade för båda resultaten.

### Däck
Pirelli tillhandahöll däcktyperna C2, C3 och C4 (betecknade hårda, medelhårda respektive mjuka).

### Deltagare
Förarna och teamen var desamma som säsongens anmälningslista utan några ändringar för loppet.

### Startrutor
FIA beslutade att göra startrutorna 20 cm större på grund av två bestraffningar som har blivit utfärdade under Bahrains Grand Prix respektive Saudiarabiens Grand Prix.

## Träningar
Det första och andra träningspasset kördes på fredagen den 31 mars 2023 kl. 03:30 respektive 07:00 svensk tid. Det tredje träningspasset kördes på lördagen den 1 april 2023 kl. 03:30 svensk tid.

## Kval
Red Bulls Max Verstappen tog pole med Mercedes förare George Russell på andra plats. Russells stallkamrat Lewis Hamilton hamnade på tredje plats. Verstappens stallkamrat Sergio Pérez misslyckades dock med att sätta en tid i kvalet efter att ha låst upp framhjulen i kurva 4 och då fastnat i grusfållan under den första kvalrundan.
| Pos.                    | Nr. | Förare            | Konstruktör           | Kvaltider | Kvaltider | Kvaltider | Start- grid |
| Pos.                    | Nr. | Förare            | Konstruktör           | Q1        | Q2        | Q3        | Start- grid |
| ----------------------- | --- | ----------------- | --------------------- | --------- | --------- | --------- | ----------- |
| 1                       | 1   | Max Verstappen    | Red Bull-RBPT         | 1:17,384  | 1:17,056  | 1:16,732  | 1           |
| 2                       | 63  | George Russell    | Mercedes              | 1:17,654  | 1:17,513  | 1:16,968  | 2           |
| 3                       | 44  | Lewis Hamilton    | Mercedes              | 1:17.689  | 1:17.551  | 1:17.104  | 3           |
| 4                       | 14  | Fernando Alonso   | Aston Martin-Mercedes | 1:17.832  | 1:17.283  | 1:17.139  | 4           |
| 5                       | 14  | Carlos Sainz, Jr. | Ferrari               | 1:17.928  | 1:17.349  | 1:17.270  | 5           |
| 6                       | 18  | Lance Stroll      | Aston Martin-Mercedes | 1:17.873  | 1:17.616  | 1:17.308  | 6           |
| 7                       | 44  | Charles Leclerc   | Ferrari               | 1:18.218  | 1:17.390  | 1:17.369  | 7           |
| 8                       | 23  | Alexander Albon   | Williams-Mercedes     | 1:17.962  | 1:17.761  | 1:17.609  | 8           |
| 9                       | 10  | Pierre Gasly      | Alpine-Renault        | 1:18.312  | 1:17.574  | 1:17.675  | 9           |
| 10                      | 27  | Nico Hülkenberg   | Haas-Ferrari          | 1:18.029  | 1:17.412  | 1:17.735  | 10          |
| 11                      | 31  | Esteban Ocon      | Alpine-Renualt        | 1:17.770  | 1:17.768  | N/A       | 11          |
| 12                      | 22  | Yuki Tsunoda      | Alpha Tauri-RBPT      | 1:18.471  | 1:18.099  | N/A       | 12          |
| 13                      | 4   | Lando Norris      | McLaren-Mercedes      | 1:18.243  | 1:18.119  | N/A       | 13          |
| 14                      | 20  | Kevin Magnussen   | Haas-Ferrari          | 1:18.159  | 1:18.129  | N/A       | 14          |
| 15                      | 21  | Nyck de Vries     | Alpha Tauri-RBPT      | 1:18.450  | 1:18.335  | N/A       | 15          |
| 16                      | 81  | Oscar Piastri     | McLaren-Mercedes      | 1:18.517  | N/A       | N/A       | 16          |
| 17                      | 24  | Zhou Guanyu       | Alfa Romeo-Ferrari    | 1:18.540  | N/A       | N/A       | 17          |
| 18                      | 2   | Logan Sargeant    | Williams-Mercedes     | 1:18.557  | N/A       | N/A       | 18          |
| 19                      | 77  | Valtteri Bottas   | Alfa Romeo-Ferrari    | 1:18.714  | N/A       | N/A       | PL1         |
| 20                      | 11  | Sergio Pérez      | Red Bull-RBPT         | Ingen tid | N/A       | N/A       | PL1 2       |
| 107 %-gränsen: 1:22.800 |     |                   |                       |           |           |           |             |
| Källor:                 |     |                   |                       |           |           |           |             |